# Питър Койот
Питър Койот (на английски: Peter Coyote) е американски актьор, автор, режисьор, озвучаващ актьор в киното, театъра и телевизията, носител на награда „Еми“. Гласът му често е сравняван с този на Хенри Фонда. Говори свободно френски и испански.

## Биография
Койот е роден през 1941 година в Ню Йорк в еврейско семейство. През 1964 година завършва английска литература в Гринелския колеж. След това заминава за Сан Франциско, където играе, пише сценарии и режисира ляворадикална театрална трупа. През 1967 година е сред основателите на анархистката група Дигърс, която осигурява безплатна храна, подслон и медицинска помощ за пришълците в Калифорния по време на т.нар. Лято на любовта. Групата създава верига от общини по цялото тихоокеанско крайбрежие на Съединените щати.
През 70-те става практикуващ дзенбудист и публикува книги на тая тематика, които са добре познати и уважавани.
През 1975 година Питър Койот е назначен за член на Калифорнийския съвет за изкуство, част от администрацията на щата, която финансира различни проекти в културната сфера. Той остава в съвета до 1983 година, като в продължение на няколко години е негов ръководител. От края на 70-те години отново започва да играе в театрални постановки, от 1980 година – в киното, а по-късно – и в телевизията. През 1998 година публикува автобиографичната книга „Sleeping Where I Fall“.
Койот е политически активен и с леви убеждения човек, което се проявява доста силно в статиите, които пише за няколко списания. През 2006 година той създава свое ТВ шоу, наречено „Активна опозиция“ за Линк ТВ, а през 2007 – друго шоу с името „Нестандартно с Питър Койот“.

## Избрана филмография
| Година | Филм                 | Оригинално заглавие        | Роля           | Режисьор          |
| ------ | -------------------- | -------------------------- | -------------- | ----------------- |
| 1982   | „Извънземното“       | E.T. the Extra-Terrestrial | Кийс           | Стивън Спилбърг   |
| 1987   | „Щур късмет“         | Outrageous Fortune         | Майкъл Сандърс | Артър Хилър       |
| 1992   | „Горчива луна“       | Bitter Moon                | Оскар          | Роман Полански    |
| 1998   | „Пач Адамс“          | Patch Adams                | Бил Дейвис     | Том Шадиак        |
| 1999   | „Иронии на съдбата“  | Random Hearts              | Кълън Чандлър  | Сидни Полак       |
| 2000   | „Ерин Брокович“      | Erin Brockovich            | Кърт Потър     | Стивън Содърбърг  |
| 2002   | „Незабравимата“      | A Walk to Remember         | Отец Съливън   | Адам Шанкман      |
| 2002   | „Фаталната жена“     | Female Fatale              |                | Брайън Де Палма   |
| 2005   | „Пътешествие до рая“ | A Little Trip to Heaven    | Франк          | Балтазар Кормакур |
| 2014   | „Добро убийство“     | Good Kill                  | Лангли         | Андрю Никъл       |